# Микел Дифрен
Микел Дифрен (фр. Mikel Dufrenne; Клермон, 9. фебруар 1910 — Париз, 10. јуна 1995) био је француски филозоф и естетичар. Познат је као филозоф егзистенцијализма, нарочито је запажен његов рад Феноменологија естетског искуства (1953. године.
Док је био ратни заробљеник у логору наишао је на рад Карла Јасперса заједно са Полом Рикером. Дифрен и Рикер су касније сарађивали на књизи о Јасперсу.